# دار الأرقم
دار الأرقم هي دار الأرقم بن أبي الأرقم التي كان النبي محمد صلى الله عليه وسلم يجتمع فيها مع أوائل المسلمين في مكة المكرمة أثناء بداية دعوته. كانت آنذاك الدعوة إلى الإسلام سرية، يُعلّمهم النبي أسس الإسلام والقرآن. فيها أسلم كبار الصحابة ومنهم عمر بن الخطاب.

## الموقع
يقع دار الأرقم على سفح جبل الصفا في الجهة الجنوبية الشرقية من الكعبة، وتبعد عنها مسافة 130 متر.

## الأرقم بن أبي الأرقم
هو أبو عبد الله الأرقم بن أبي الأرقم عبد مناف بن أسد المخزومي صاحب دار الأرقم التي اتخذها الرسول مقرًا للدعوة السرية للإسلام، ومكانا لاجتماع الصحابة وتشاورهم، وقد هاجر أبو عبد الله الأرقم إلى يثرب، وشارك مع النبي محمد  في غزواته كلها. توفي الأرقم بالمدينة المنورة في خلافة معاوية بن أبي سفيان، وقد جاوز عمره الثمانين.[2]

## أشهر الصحابة المجتمعون
| - أبو بكر الصديق - عثمان بن عفان - علي بن أبي طالب - زيد بن حارثة - الأرقم بن أبي الأرقم - عياش بن أبي ربيعة - سعد بن أبي وقاص - جعفر بن أبي طالب - الزبير بن العوام - عبد الرحمن بن عوف - طلحة بن عبيد الله - عمار بن ياسر | - أبو عبيدة بن الجراح - بلال بن رباح - أبو حذيفة بن عتبة - مصعب بن عمير - سعيد بن زيد - أبو ذر الغفاري - صهيب الرومي - عبد الله بن مسعود - خباب بن الأرت - مسعود بن ربيعة |